# Xã Monroe, Quận Licking, Ohio
Xã Monroe (tiếng Anh: Monroe Township) là một xã thuộc quận Licking, tiểu bang Ohio, Hoa Kỳ. Năm 2010, dân số của xã này là 6.946 người.